# Rytro
Rytro è un comune rurale polacco del distretto di Nowy Sącz, nel voivodato della Piccola Polonia.
Ricopre una superficie di 41,92 km² e nel 2004 contava 3 626 abitanti.